# Централноевропски међународни куп 1948/53.
Централноевропски међународни куп 1948/53. (енгл. 1948–53 Central European International Cup) је било пето издање Међународног фудбалског Централноевропског купа и одржано је између 	21. априла 1948 – 13. децембра 1953. године. Играло се по систему кружног турнира између пет тимова колико их је учествовало на турниру.

## Коначан пласман и резултати
| Pos | Тим          | О | П | Н | И | ГД | ГП | ГР  | Бод. |  | Мађарска | Чехословачка | Аустрија | Италија | Швајцарска |
| --- | ------------ | - | - | - | - | -- | -- | --- | ---- |  | -------- | ------------ | -------- | ------- | ---------- |
| 1   | Мађарска     | 8 | 5 | 1 | 2 | 27 | 17 | +10 | 11   |  | —        | 2 : 1        | 6–1      | 1 : 1   | 7 : 4      |
| 2   | Чехословачка | 8 | 4 | 1 | 3 | 18 | 12 | +6  | 9    |  | 5 : 2    | —            | 3 : 1    | 2 : 0   | 5 : 0      |
| 3   | Аустрија     | 8 | 4 | 1 | 3 | 15 | 19 | −4  | 9    |  | 3–2      | 3 : 1        | —        | 1 : 0   | 3 : 3      |
| 4   | Италија      | 8 | 3 | 2 | 3 | 10 | 9  | +1  | 8    |  | 0 : 3    | 3 : 0        | 3 : 1    | —       | 2 : 0      |
| 5   | Швајцарска   | 8 | 0 | 3 | 5 | 12 | 25 | −13 | 3    |  | 2 : 4    | 1 : 1        | 1 : 2    | 1 : 1   | —          |

## Утакмице
| Мађарска                                                          | 7–4      | Швајцарска                                     |
| ----------------------------------------------------------------- | -------- | ---------------------------------------------- |
| Пушкаш 1’, 88’ · Деак 42’, 86’ · Геце 74’ · Егреши 78’ · Суса 86’ | Извештај | Лусенти 5’ · Амадо 30’ · Меја 31’ · Тамини 87’ |

| Аустрија                                     | 3–2      | Мађарска            |
| -------------------------------------------- | -------- | ------------------- |
| Мелхиор 20’ · Вагнер 67’ (пен.) · Кернер 84’ | Извештај | Суса 15’ · Деак 48’ |

| Мађарска              | 2–1      | Чехословачка |
| --------------------- | -------- | ------------ |
| Егреши 16’ · Деак 73’ | Извештај | Шуберт 81’   |

| Швајцарска     | 1–1      | Чехословачка |
| -------------- | -------- | ------------ |
| Фридлендер 25’ | Извештај | Цејп 66’     |

| [[Фудбалска репрезентација Чехословачке {{{altlink2}}}\|Чехословачка]] | 3–1      | Аустрија |
| ---------------------------------------------------------------------- | -------- | -------- |
| Хемел 55’, 66’ · Хлавачек 85’                                          | Извештај | Штро 15’ |

| Швајцарска | 1–2      | Аустрија        |
| ---------- | -------- | --------------- |
| Бикел 88’  | Извештај | Хабицл 15’, 81’ |

| [[Фудбалска репрезентација Чехословачке {{{altlink2}}}\|Чехословачка]] | 5–2      | Мађарска              |
| ---------------------------------------------------------------------- | -------- | --------------------- |
| Преис 43’ · Шимански 56’ · Хлавачек 63’, 66’ · Пажицки 71’             | Извештај | Пушкаш 61’ · Суса 78’ |

| Мађарска                                               | 6–1      | Аустрија    |
| ------------------------------------------------------ | -------- | ----------- |
| Деак 2’, 49’ · Кочиш 22’ · Пушкаш 32’, 82’ (пен.), 89’ | Извештај | Мелхиор 82’ |

| Италија                                 | 3–1      | Аустрија  |
| --------------------------------------- | -------- | --------- |
| Капело 26’ · Амадеи 42’ · Бониперти 43’ | Извештај | Хубер 70’ |

| Мађарска | 1–1      | Италија        |
| -------- | -------- | -------------- |
| Деак 29’ | Извештај | Карапелезе 11’ |

| Аустрија                          | 3–1      | Чехословачка |
| --------------------------------- | -------- | ------------ |
| Декер 33’, 82’ (пен.) · Хубер 67’ | Извештај | Шимански 52’ |

| Аустрија                                   | 3–3      | Швајцарска                         |
| ------------------------------------------ | -------- | ---------------------------------- |
| Оцвирк 11’ · Кернер 14’ · Декер 32’ (пен.) | Извештај | Фатон 41’ · Тамин 51’ · Оберер 86’ |

| Аустрија     | 1–0      | Италија |
| ------------ | -------- | ------- |
| Melchior 52’ | Извештај |         |

| Швајцарска | 1–1      | Италија       |
| ---------- | -------- | ------------- |
| Рива 15’   | Извештај | Бониперти 84’ |

| Швајцарска           | 2–4      | Мађарска                                    |
| -------------------- | -------- | ------------------------------------------- |
| Хиги 15’ · Фатон 36’ | Извештај | Пушкаш 36’, 45’ · Кочиш 56’ · Хидегкути 74’ |

| Италија                            | 2–0      | Аустрија |
| ---------------------------------- | -------- | -------- |
| Пандолфини 3’ (пен.) · Фрињани 72’ | Извештај |          |

| [[Фудбалска репрезентација Чехословачке {{{altlink2}}}\|Чехословачка]] | 2–0      | Италија |
| ---------------------------------------------------------------------- | -------- | ------- |
| Пажицки 79’, 81’                                                       | Извештај |         |

| Италија | 0–3      | Мађарска                        |
| ------- | -------- | ------------------------------- |
|         | Извештај | Хидегкути 41’ · Пушкаш 63’, 68’ |

| [[Фудбалска репрезентација Чехословачке {{{altlink2}}}\|Чехословачка]] | 5–0      | Швајцарска |
| ---------------------------------------------------------------------- | -------- | ---------- |
| Пажицки 38’ · Трнка 59’, 63’ · Краус 75’ · Хертл 86’                   | Извештај |            |

| Италија                                          | 3–0      | Чехословачка |
| ------------------------------------------------ | -------- | ------------ |
| Червато 23’ · Рикањи 27’ · Пандолфини 47’ (пен.) | Извештај |              |

## Победник
| Централноевропски куп 1948/53. |
| ------------------------------ |
| · Мађарска · Прва титула       |

## Статистика

### Стрелци голова
Укупно је постигнуто  82 голова у 20 утакмица, с просеком од 4.1 гола по утакмици.
10 голова
- Ф. Пушкаш

7 голова
- Ф. Деак

4 гола
- Е. Пажицки

3 гола
- Е. Мелхиор
- К. Декер
- Ф. Суса
- Л. Хлавачек

2 гола
- А. Хубер
- Е. Хабицл
- Б. Егреши
- Н. Хидегкути
- Ш. Кочиш
- Е. Пандолфини
- Ђ. Бониперти
- Ж. Фатон
- Ж. Тамини
- Г. Шимански
- Ј. Трнка
- О. Хемел

1 гол
- А. Кернер
- Е. Оцвирк
- Ј. Штро
- Р. Кернер
- Т. Вагнер
- Ш. Геце
- А. Амадеи
- А. Фрињани
- Е. Рикањи
- Ђ. Капело
- Р. Карапелезе
- С. Червато
- Л. Амадо
- А. Бикел
- Ф. Рива
- Ј. Хиги
- Г. Лусенти
- Х−П Фрајлендер
- Р. Милард
- Т. Оберер
- Ј. Хертл
- Ј. Цејп
- Ј. Шуберт
- Т. Краус
- В. Преис

## Белешка
1. ↑  Ова утакмица између Мађарске и Чехословачке се такође рачунала за Балкански куп 1948.[2]